# Embargo (filme)
Embargo é um filme de 2010 realizado pelo português António Ferreira, tendo sido adaptado do conto homónimo de José Saramago, incluído na obra Objecto Quase. Protagonizado por Filipe Costa, este filme foi rodado em Coimbra, Portugal no verão de 2009, numa co-produção entre Portugal, Espanha e Brasil.

## Breve Ficha Técnica
- Realização: António Ferreira
- Produção: Persona Non Grata Pictures (Portugal)
- Co-Produção: Vaca Films (Espanha), Diler e Associados (Brasil), Sofá Filmes (Portugal)
- Produtores: Tathiani Sacilotto e António Ferreira
- Produtores Associados: Borja Pena, Emma Lustres, Diler Trindade.
- Elenco: Filipe Costa, Cláudia Carvalho, Pedro Diogo, Fernando Taborda, José Raposo
- Argumento: Tiago Sousa, a partir da obra homónima de José Saramago
- Fotografia: Paulo Castilho
- Direcção artística: Luísa Correia
- Música Original: Luís Pedro Madeira
- Produção Executiva: Tathiani Sacilotto
- Duração: 80 min - Portugal/Espanha/Brasil 2010

Formato: DCP
Classificação etária: +12, +10
ISAN 0000-0006-15E3-0000-R-0000-0000-U
IGAC 293/2010
CPB - Certificado de Produto Brasileiro 11013658 